# Centre hospitalier Jacques Cœur de Bourges
Le centre hospitalier Jacques Cœur de Bourges, souvent appelé centre hospitalier Jacques Cœur, est un établissement public de santé situé à Bourges, dans le département du Cher, en région Centre-Val de Loire.

## Histoire

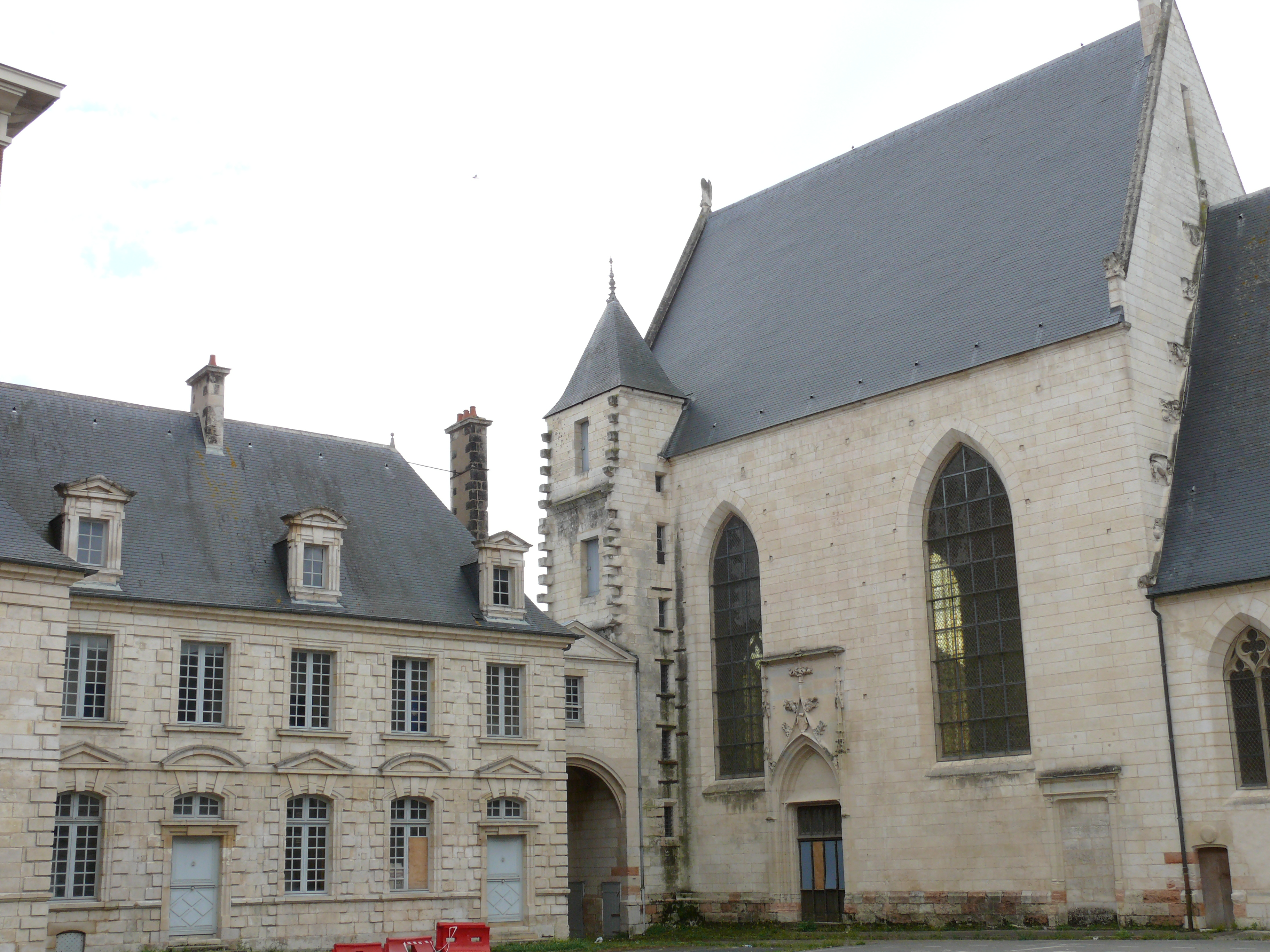
L'Hôtel-Dieu de Bourges en 2011.

À Bourges, la présence d'un Hôtel-Dieu pour les malades, appelé Maison-Dieu, remonte à 591, il était alors situé à proximité de la cathédrale. La construction de l'Hôtel-Dieu rue Gambon remonte au début du XVIe siècle après le grand incendie qui détruisit, en 1487, une grande partie de la ville. 
Le site de l'hôpital Jacques Cœur a ouvert en novembre 1994 et celui de l'hôpital Taillegrain a été renommé ainsi en 1996.

## Établissements
Le centre hospitalier Jacques Cœur se répartit sur deux sites :
- Le centre hospitalier Jacques Cœur, situé avenue François Mitterrand ;
- L'hôpital Taillegrain, ancien hôpital général, spécialisé dans la prise en charge des personnes âgées.

## Plateau technique
Le centre hospitalier Jacques Cœur dispose d'un plateau technique composé de :
- 2 appareils d'imagerie par résonance magnétique (IRM), dont 1 en co-utilisation
- 2 appareils de tomodensitométrie (scanners)
- 2 salles de coronarographie et d'angioplastie coronaire
- 22 postes de dialyse

Les blocs de l'établissement se répartissent comme suit :
- 1 bloc opératoire central de 9 salles
- 1 bloc d'ophtalmologie de 1 salle
- 1 bloc obstétrique composé de 4 salles de travail et de 1 salle de césarienne

## Organisation
Le centre hospitalier Jacques Cœur a été dirigé par Agnès Cornillault de 2013 à 2023. Il est actuellement dirigé par Pierre-Henri Guillet depuis juin 2023.